# Wiesenbach, Baden-Württemberg
Wiesenbach är en kommun och ort i Rhein-Neckar-Kreis i regionen Rhein-Neckar i Regierungsbezirk Karlsruhe i förbundslandet Baden-Württemberg i Tyskland.
Kommunen ingår i kommunalförbundet Neckargemünd tillsammans med staden Neckargemünd och kommunerna Bammental och Gaiberg.